# Idioma francés
El francés (françaisⓘ) es una lengua romance procedente del latín hablado. Pertenece al grupo galorromance y es originario del norte de Francia. Se habla principalmente como primera lengua en Europa, destacándose Francia, Bélgica (en Valonia), Suiza (en Romandía), Mónaco y Luxemburgo, así como en Canadá (principalmente en Quebec). Es uno de los cinco idiomas más hablados en el mundo.
Además, es importante destacar que junto al portugués y el inglés, es uno de los 3 idiomas que es oficial en 4 continentes o más.
También se habla en Estados Unidos (francés cajún, créole y francés acadio o acadiano), Haití (con el créole o kreyòl), y numerosos países del mundo, especialmente en África, como Gabón, Congo, la RDC o Túnez. Según estimaciones de la Organización Internacional de la Francofonía (basadas en proyecciones demográficas de las Naciones Unidas), en el transcurso del siglo XXI, el francés se convertiría en el tercer idioma con el mayor número de hablantes del mundo, sobre todo por el crecimiento poblacional de los países africanos francófonos. La OIF estima que 820 millones de personas en todo el mundo hablarán francés en 2050 y 1.023 millones en 2065, el 85% de las cuales vivirán en África.

## Aspectos históricos, sociales y culturales

### Distribución geográfica

#### Europa

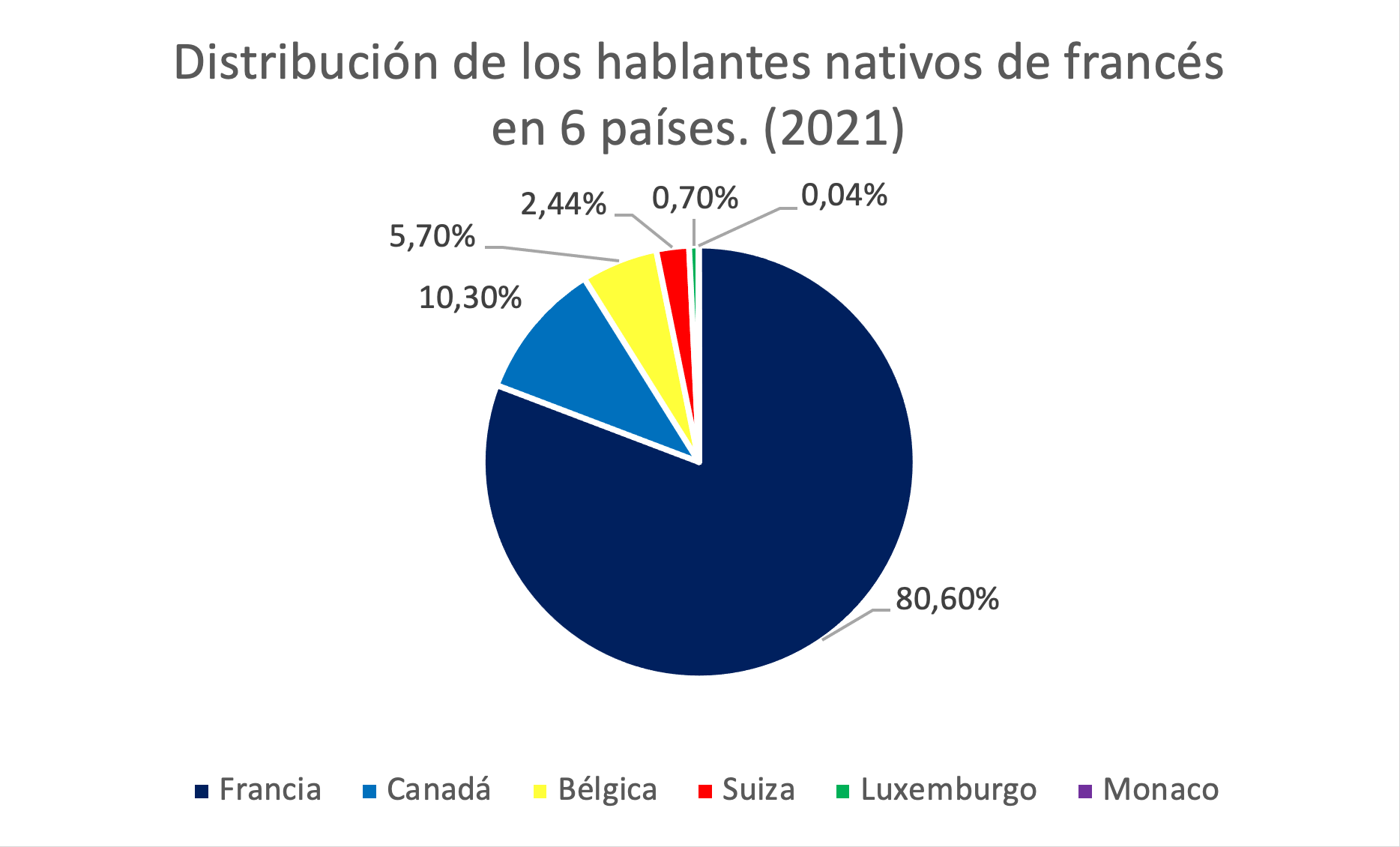
Distribución de los hablantes nativos de francés en 6 países en 2021.

El francés es la lengua oficial de Francia.
El francés es uno de los idiomas oficiales de Bélgica (4,3 millones de belgas francófonos), donde es el idioma oficial de Valonia, mientras que en la capital, Bruselas, es el idioma más hablado (90 % de los habitantes) y es cooficial con el neerlandés. 
Está presente en otros países como Suiza, donde un 29 % de la población lo habla (1,75 millones de francófonos a finales de 2006). En Mónaco es el único idioma oficial desde la aprobación de la Constitución de 1962.
Aunque el catalán es el idioma oficial en Andorra, el francés se habla habitualmente, más en unas ciudades que otras, además del español, gozando Andorra de tres sistemas educativos: el andorrano, el francés y el español. 
En Luxemburgo, el francés es la lengua más hablada y es cooficial con el alemán y el luxemburgués.
En Italia, el francés es oficial en el Valle de Aosta desde el siglo XVI.
En las islas del Canal de la Mancha, históricamente normandas, es oficial en Jersey y Guernsey.
También se conoce en zonas fronterizas del norte de España, donde hay un porcentaje significativo de bilingües sobre todo en el enclave de Llivia.
El francés es el segundo idioma más hablado en la Unión Europea como lengua materna, tras el alemán y por delante del inglés. Es nombrado con frecuencia "la lengua de Molière", el nombre de uno de los más famosos escritores franceses. Es una de las veinticuatro lenguas oficiales y de trabajo en la UE.

#### América

Zonas lingüísticas de Canadá.
Amarillo: Inglés - Café: Francés

En el continente americano es cooficial con el inglés en Canadá. La mayoría de los canadienses son anglófonos, salvo en las regiones de Quebec, Nuevo Brunswick y Ontario. 
En Quebec la mayoría de la población es francófona, siendo el francés la única lengua oficial. Nuevo Brunswick es una provincia bilingüe y Ontario tiene una comunidad francófona muy numerosa con autonomía cultural y lingüística.
En Luisiana (Estados Unidos) se habla el cajún, un idioma criollo basado en el francés, y en los estados del NE fronterizos con Canadá (Vermont y Maine) un dialecto del francés, el acadiano; y en la República de Haití, aunque el idioma mayoritario en este país es el criollo haitiano. Es hablado también por algunas comunidades de las islas de Dominica, Santa Lucía, Trinidad y Tobago y en la zona fronteriza entre la República Dominicana y Haití (aunque en las islas francófonas del Caribe lo que habla la mayoría de la población son dialectos del francés: creoles y criollo francés). También lo hablan algunas pequeñas comunidades francesas o de origen francés en el resto del Caribe y en la América del Sur hispanohablante, y en la zona fronteriza con la Guayana francesa del estado de Amapá (Brasil). El francés es también el idioma oficial en los territorios de ultramar de Francia de la Guayana Francesa, Guadalupe, Martinica, San Bartolomé, San Martín y San Pedro y Miquelón.

#### África

Francés en África:
Países que tienen el francés como lengua oficial o está extendido su uso. En 2019, tenían una población de 431 millones de habitantes y se estima que en 2050 la cifra se incremente hasta 845 millones.En la mayoría de países de este continente el francés es un idioma secundario.
Países con presencia más tenue del francés.
Países no francófonos pero miembros u observadores de la OIF.

En el continente africano, se utiliza, en forma dialectal, en los países que formaban parte del Imperio francés o que fueron colonias belgas como la República Democrática del Congo (ex Zaire), República del Congo, Senegal, Guinea, Chad, Níger, Burundi, Ruanda, Togo, Benín, República Centroafricana, Gabón, Costa de Marfil, Madagascar, Mauricio, Yibuti, islas Seychelles, Camerún (que fue partido en dos zonas: una zona francesa (la más importante) y una zona inglesa); islas Comoras, las islas de Reunión y Mayotte, que son territorio francés; una parte de la población de la Guinea Ecuatorial, que lo emplea junto con el español como lengua oficial; Marruecos, Argelia, Mauritania y Túnez, (donde no es oficial pero se utiliza como lengua para la educación y administración, junto al árabe, que es usado como lengua franca, primera lengua y segunda lengua y, las lenguas bereberes como primera lengua); en Egipto, donde es muy minoritario, pero que se utiliza como lengua de cultura; así, la Universidad Senghor de Alejandría (Université Senghor d'Alexandrie) es francófona.
En Malí y Burkina Faso fue idioma oficial hasta 2023. En Malí, con la nueva Constitución el francés cambió a ser un "idioma de trabajo". En Níger, el francés fue relegado a lengua de trabajo, designando al hausa como nuevo idioma oficial en 2025.
Los países africanos francófonos suman 442 millones de personas en 2020, o el 33,0% de la población del continente africano. Su población debería alcanzar entre 845 millones y 891 millones de habitantes en 2050 para una población total del continente africano de 2.500 millones de habitantes, o 34,0% a 34,8% de la población del continente. Ya hay más francófonos en África que en Europa.

#### Asia
En Asia, se utiliza en forma minoritaria en Camboya, Laos, Vietnam y la India (especialmente en Puducherry). En Oriente Próximo, es utilizado como lengua administrativa y por el 50 % de la población del Líbano, aunque también es hablado por una minoría en Siria, debido al protectorado francés.

#### Oceanía
En Oceanía, es hablado en los territorios franceses de las islas de Nueva Caledonia, la Polinesia francesa y en Wallis y Futuna, y también se habla en Vanuatu.

### Dialectos y variantes

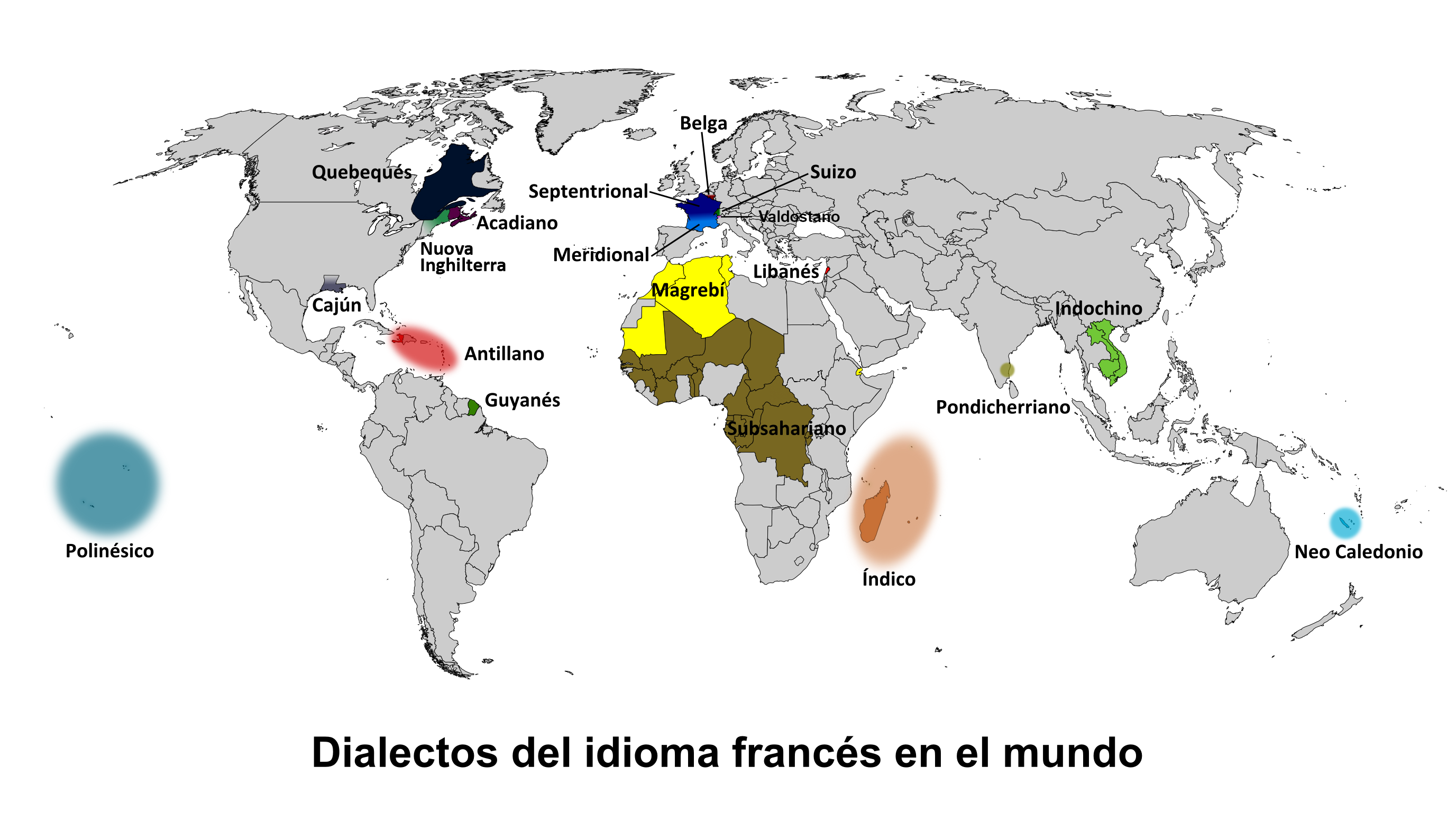
Dialectos del idioma francés en el mundo.

Dentro de la misma Francia, específicamente el francés hablado en París, ha sustituido a las variedades locales de Île-de-France para casi todos los hablantes de la zona petrolera. Las diferencias entre el francés de un joven normando y un joven parisino, por ejemplo, en la mayoría de los casos serán mínimas en comparación con la diversidad que ha existido históricamente en Francia en la propia región de Île-de-France.
El francés de esta región, elegido para codificar la lengua, fue durante mucho tiempo la norma del francés para todos los francófonos del mundo, y continúa ejerciendo una influencia sin igual en la lengua francesa en su conjunto. Es por esta razón que los hablantes principiantes de francés a menudo lo toman como un punto de referencia contra el cual se pueden comparar otras variedades de francés. Sin embargo, ciertas evoluciones recientes del francés de Francia en comparación con el estándar tradicional de francés, que son aceptados en Francia e incluso ratificados en los diccionarios (de los cuales casi todos están publicados en Francia), no pasan desapercibidos en Canadá.
La principal variación dialectal del francés se encuentra dentro de Europa, donde numerosas variedades históricas han estado en uso desde el siglo IX. Fuera de Europa, existen también variedades regionales evolucionadas a partir del francés medio y por tanto presentan diferencias menos profundas. Las principales variedades dentro de Europa son:
- Francés septentrional (influido por las lenguas de oïl).
- Francés meridional o Francitan (influido por el occitano).
- Francés belga (influido por el valón).
- Francés suizo (influido por el francoprovenzal).
- Francés del valle de Aosta (influido por el francoprovenzal y el italiano).

Las principales variantes fuera de Europa son:
- Francés cajún.
- Francés quebequés.
- Francés magrebí.
- Francés subsahariano.
- Francés acadiano.
- Francés antillano.
- Francés francoguyanés.
- Francés índico.
- Francés polinesio.
- Francés indochino.
- Francés libanés.
- Francés indio o pondicherriano.
- Francés neocaledonio.

También se consideran que las variedades pertenecientes al dominio oïl son dialectos del francés ya que el término lengua de oïl es sinónimo de francés. Sin embargo otro término afirma que las variedades descendientes de la lengua de oïl son variedades galorromances aparte y que el francés es una variedad descendiente de esta lengua.
En este caso habría que argumentar que estas variedades son lenguas hermanas del francés, ya que en Francia y Bélgica se les considera lenguas separadas, no obstante Ethnologue las clasifica como dialectos del francés. Las lenguas de oïl son:
- Angevin-mayenés
- Borgoñón
- Berrichon
- Champañés
- Franco-comtés
- Francien o francés estándar
- Lorenés
- Galó
- Valón
- Picardo
- Normando
- Poitevin-Santongés

### Estimaciones sobre el número de francófonos

Mapa mundial con países donde el francés es un idioma oficial o cooficial.

Las estimaciones sobre el número de francófonos varían dependiendo de los criterios considerados por las fuentes (lengua materna, lengua administrativa, lengua de trabajo, lengua de cultura…). Las fuentes principales y sus respectivas estimaciones son:
- Alto Consejo de la Organización Internacional de la Francofonía (1998): 190 millones de francohablantes, y 110 millones de «francisants»: personas que hablan francés con diferente grado de dominio (La fuente es una organización intergubernamental cuyos miembros son los gobiernos de los países con una presencia significativa de la lengua francesa).
- Linguasphere Observatory (1999): 125 millones incluyendo personas plurilingües: primera lengua para 90 millones de personas, segunda lengua para 35 millones (La fuente es una red independiente de investigación lingüística con bases en Francia, Gales y la India).
- Eurobarómetro (2001): más de 105 millones (28 % de 376 millones) hablan francés en la Unión Europea sin contar otros ciudadanos (La fuente es una encuesta de INRA (Europe) s.a. sobre 16 078 personas realizada a requerimiento de la Dirección General de Educación y Cultura de la Comisión Europea).
- SIL (Ethnologue, 20.ª edición, 2017): 229 582 200 hablantes (9.ª en el mundo), de los cuales, como primera lengua: 76 096 430 francófonos; como segunda lengua: 153 485 770 francófonos (la fuente es una institución religiosa norteamericana para la traducción de la Biblia con estatus consultivo en UNESCO y la ONU[23]).

El francés es una de las seis lenguas de trabajo de la ONU (y una de las dos lenguas del secretariado), una de las dos lenguas oficiales del Comité Olímpico Internacional, de la OTAN, de la OMC, y de los servicios postales, una de las dos lenguas principales de la Unión Africana y una de las tres lenguas de trabajo en la UE (junto al inglés y al alemán) y en la Organización de la Conferencia Islámica, una de las dos lenguas oficiales del Consejo de Europa (con el inglés), y una de las siete lenguas de la cadena europea de noticias Euronews.

Difusión del idioma francés en el mundo en 2020.
Azul oscuro: lengua materna.
Azul: lengua administrativa.
Azul claro: lengua cultural.

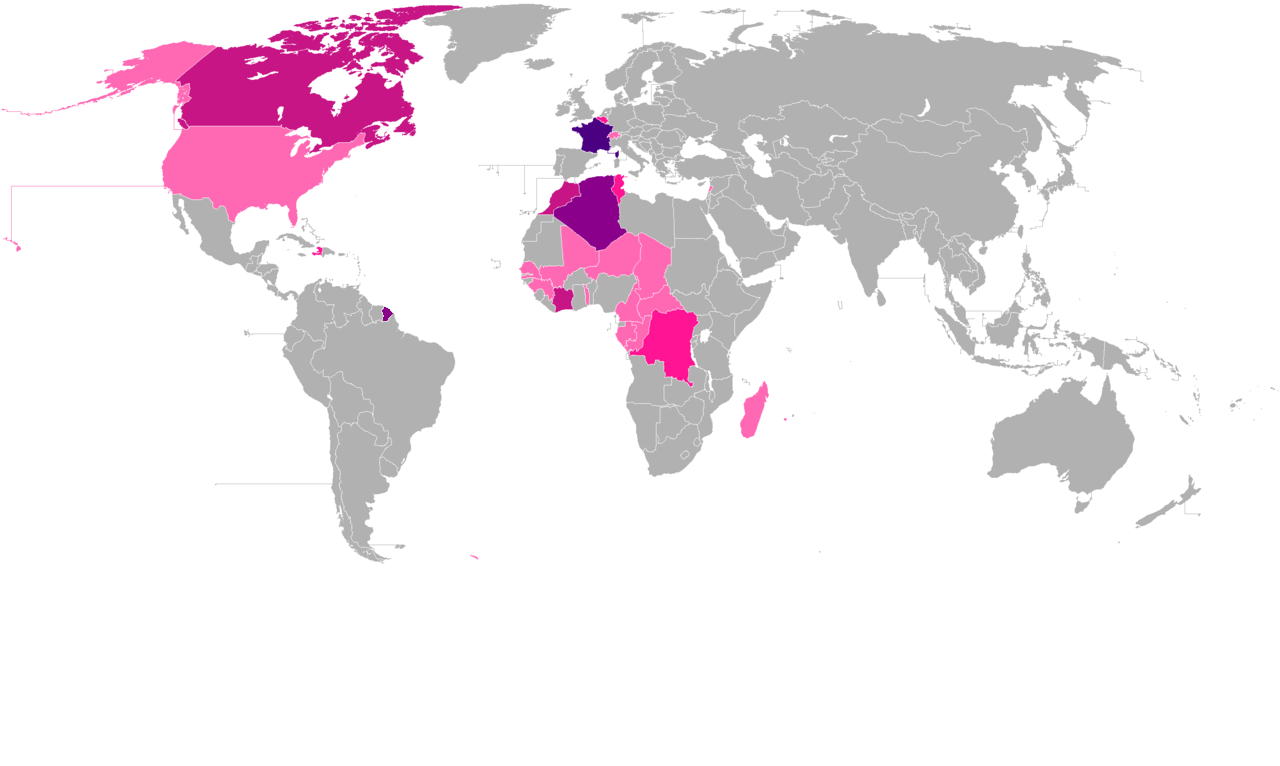
Más de 50 millones
Más de 20 millones
Más de 10 millones
Más de 5 millones
Más de 1 millón

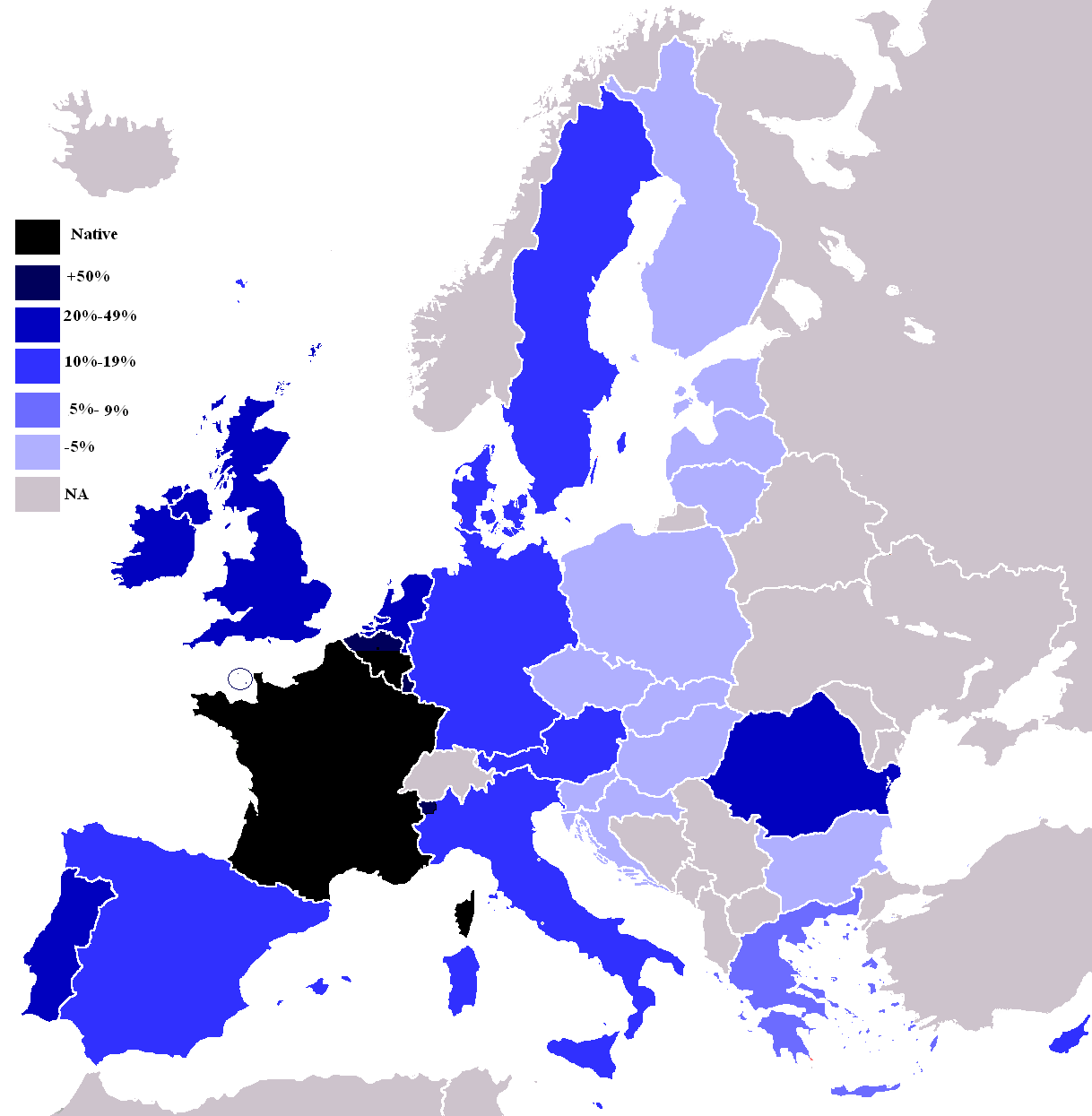
Conocimiento del francés en la Unión Europea.

| País                                            | Población   | Población hablante de francés |
| ----------------------------------------------- | ----------- | ----------------------------- |
| Países donde el francés es un idioma oficial    |             |                               |
| Francia                                         | 65 447 000  | 62 492 900                    |
| Costa de Marfil                                 | 24 290 060  | 14 500 000                    |
| Canadá                                          | 34 207 000  | 7 741 955                     |
| República Democrática del Congo                 | 67 827 000  | 6 080 000                     |
| Haití                                           | 10 188 000  | 5 664 000                     |
| Bélgica                                         | 10 827 951  | 4 300 000                     |
| Camerún                                         | 19 958 692  | 2 950 300                     |
| Guinea                                          | 10 324 437  | 2 000                         |
| Togo                                            | 6 780 000   | 2 000                         |
| Chad                                            | 11 274 337  | 1 940 000                     |
| Suiza                                           | 7.782.520   | 1 509 600                     |
| República del Congo                             | 4 043 318   | 1 200 000                     |
| Senegal                                         | 12 861 259  | 1 170 000                     |
| Gabón                                           | 1 501 000   | 1 120 000                     |
| República Centroafricana                        | 4 410 873   | 945 000                       |
| Madagascar                                      | 21 146 551  | 865 000                       |
| Benín                                           | 9 212 000   | 739 200                       |
| Ruanda                                          | 10 277 282  | 609 000                       |
| Luxemburgo                                      | 506 953     | 430 000                       |
| Burundi                                         | 8 519 005   | 390 000                       |
| Comoras                                         | 734 750     | 312 200                       |
| Yibuti                                          | 888 716     | 159.800                       |
| Guinea Ecuatorial                               | 1 700 401   | 100 000                       |
| Vanuatu                                         | 239 651     | 99 000                        |
| Mónaco                                          | 35 407      | 23 400                        |
| Seychelles                                      | 86 525      | 4000                          |
| Países donde el francés no es un idioma oficial |             |                               |
| Argelia                                         | 35 432 000  | 24 796 000                    |
| Marruecos                                       | 36 078 000  | 14 646 000                    |
| Túnez                                           | 10 432 500  | 6 360 000                     |
| Líbano                                          | 4 228 000   | 2 456 000                     |
| Estados Unidos                                  | 316 017 000 | 1 600 000                     |
| Mali                                            | 14 517 029  | 1 107 000                     |
| Mauricio                                        | 1 291 000   | 938 557                       |
| Níger                                           | 15 891 000  | 1 260 000                     |
| Burkina Faso                                    | 16 287 000  | 695 000                       |
| Mauritania                                      | 3 460 000   | 167 399                       |
| Andorra                                         | 76 200      | 4100                          |
| Total                                           |             | 173 375 411                   |

### Historia de la lengua

#### Orígenes

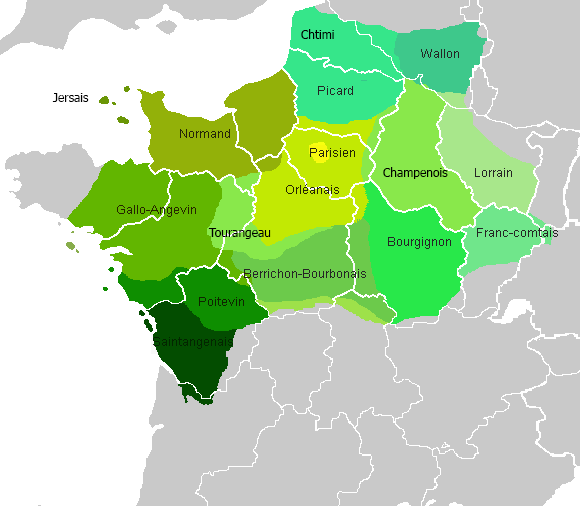
Mapa de las principales variedades históricas de lenguas de oïl.

El territorio de lo que hoy es Francia empezó a ser poblado por los galos alrededor del siglo VII a. C., los cuales hablaban idiomas celtas que no poseían escritura. Hacia el suroeste, los aquitanos hablaban probablemente una lengua precursora del vasco, pero desconocían la escritura. En la zona de Massilia (la actual Marsella) los habitantes de las colonias griegas hablaban y escribían en este idioma, pero no lo difundieron más allá de sus colonias.
Todos esos idiomas y otros hablados en la antigua Galia seguramente fueron desapareciendo con la colonización romana y la progresiva implantación del latín. Con el declive del Imperio romano, una serie de pueblos de origen germánico llegaron a la Galia romana. Entre ellos, dos se establecieron de modo más consolidado: los francos en el norte y los visigodos en el sur, con el río Loira como frontera. A pesar de que ambos pueblos hablaban sus propias lenguas, pronto adoptaron el latín hablado por la población local. No obstante, el idioma hablado por los francos está en el origen del neerlandés, que es un idioma germánico hablado hoy en día en sus distintas variedades en los Países Bajos, donde se le denomina neerlandés, en parte de Bélgica y en el extremo norte de Francia.
Durante mucho tiempo, el idioma hablado en el norte de Galia (en realidad ya Francia) es un latín más o menos evolucionado, con grandes influencias, fundamentalmente fonéticas del idioma germánico hablado por los francos. Al sur, la evolución es diferente, por lo que poco a poco se van diferenciando dos lenguas con una frontera que en principio se marcará en el Loira, aunque a lo largo de la historia irá desplazándose cada vez más hacia el sur. Al sur de esa frontera se hablaba la lengua de oc. La línea de separación iba del Macizo Central a la desembocadura del Loira en Nantes.

#### Nacimiento del francés
De cualquier modo, no resulta sencillo establecer el momento en el que el latín vulgar se transforma en francés o provenzal, pero ese momento hay que situarlo entre los siglos VI y IX. A partir del siglo VII ya se cuenta con testimonios de que la lengua hablada en el territorio de la actual Francia es diferente del latín y del germánico. El documento fundamental es el de los Juramentos de Estrasburgo (842), que se considera el texto más antiguo escrito en protorromance, en los que las diferentes tropas de los nietos de Carlomagno, Lotario, Carlos el Calvo y Luis el Germánico juran respeto a la división que se produce tras la muerte de Luis el Piadoso y que está marcada por el Tratado de Verdún, y se ven obligados a hacerlo tanto en latín, como en germánico y en un idioma romance, a caballo entre el latín y el francés. En Francia, los dos grandes dialectos romances antes mencionados pasarán a ser conocidos con los nombres de langue d'oc y langue d'oïl (en función de la manera en la que se decía «sí»). El francés actual es heredero de este último.
Poco tiempo después empieza a aparecer una literatura escrita por clérigos en este nuevo idioma, que con la aparición de los primeros textos literarios (el primero es la Secuencia de Santa Eulalia), entre los que destaca el Cantar de Roldán, el idioma romance fue consolidándose y diferenciándose cada vez más del latín. Poco a poco se transformó de idioma declinado en idioma analítico, en el cual el uso de preposiciones y el orden de las palabras en la oración reemplazan al sistema de casos.

#### Francés antiguo
Lo que se conoce como francés antiguo se fue consolidando a partir del siglo XI, y aunque hoy se estudie todo lo que se hablaba al norte del Loira como si se tratara de una sola lengua, en realidad eran varios dialectos con elementos comunes.
La influencia germánica en el idioma obligó a usar en el lenguaje escrito algunos dígrafos para reproducir algunos de los sonidos que se utilizaban pero que no habían existido en latín vulgar. Así, la nasalización, uno de los elementos fonéticos más característicos de la influencia germánica en el francés se va marcando en la escritura por el uso de la n en posición final de sílaba. La evolución fonética de la u latina hacia el sonido que actualmente tiene en francés obligó asimismo a utilizar el dígrafo ou para reproducir el sonido original de dicha letra en latín.
A continuación se presentan algunas evoluciones fonéticas por siglos que dan una idea del ritmo de los principales cambios fonéticos acaecidos:
| Latín                     | Proto- romance | Francés antiguo | Francés antiguo    | Francés medio | Francés moderno | Francés moderno |
| Latín                     | Proto- romance | Siglo IX        | Siglo XII          | Siglo XV      | Siglo XVIII     | Siglo XXI       |
| ------------------------- | -------------- | --------------- | ------------------ | ------------- | --------------- | --------------- |
| PĔDE- 'pie'               | *'pɛde         | /pieð/          | /pieθ/ pied        | /pie/         | /pie/           | /pie/ pied      |
| MATŪRU- 'maduro'          | *ma'turo       | /ma'ðyr/        | /mə'yr/ meür       | /myr/         | /myʀ/           | /myʀ/ mûr       |
| SCŪTU- 'escudo'           | *(i)s'kuto     | /es'kyð(o)/     | /es'ky/ escu       | /e'ky/        | /e'ky/          | /e'ky/ écu      |
| SÆTA- 'crin'              | *'sɛta         | /seiðə/         | /seiə/ seie        | /soiə/        | /swɛə/          | /swa/ soie      |
| FŒMINA- 'mujer'           | *'femina       | /femnə/         | /femmə/ femme      | /fãmə/        | /fam(ə)/        | /fam/ femme     |
| HŎMINE- 'hombre'          | *'omine        | /omnə/          | /ommə/ homme       | /õmə/         | /ɔm(ə)/         | /ɔm/ homme      |
| BĔLLUS 'bonito'           | *'bɛllos       | /bɛłs/          | /bɛaus/ beaus      | /be'au/       | /bio/           | /bo/ beau       |
| HABĒRE 'haber, tener'     | *a'bere        | /a'veire/       | /a'voir/ avoir     | /a'vwɛr/      | /a'vwɛʀ/        | /a'vwaʀ/ avoir  |
| IŪDICĀTU- 'juzgado'       | *ʤudi'kato     | /ʤy'ʤieð(o)/    | /ʒy'ʒie/ jugié     | /ʒy'ʒe/       | /ʒy'ʒe/         | /ʒy'ʒe/ jugé    |
| CŎLLŌCĀRE 'poner, tender' | *kollo'kare    | /koł'ʧier(e)/   | /ku'ʧier/ couchier | /ku'ʃie(r)/   | /ku'ʃe/         | /ku'ʃe/ coucher |

## Descripción lingüística

### Alfabeto
El alfabeto francés (alphabet français en francés) son los símbolos alfabéticos utilizados en el idioma francés. Incluye las 26 letras del alfabeto latino moderno, las 14 que se forman añadiéndoles signos diacríticos (13 vocales acentuadas y el grafema cedilla «ç») y 2 ligaduras («æ» y «œ»). Por lo tanto, componen el alfabeto francés 42 letras en total.

### Fonología
El inventario de fonemas consonánticos distintivos viene dado por:
|             | Labial | alveolar | palato- alveolar | velar | uvular |
| ----------- | ------ | -------- | ---------------- | ----- | ------ |
| oclusiva    | p b    | t d      |                  | k g   |        |
| nasal       | m      | n        | ɲ¹               |       |        |
| fricativa   | f v    | s z      | ʃ ʒ              |       | ʁ²     |
| aproximante |        | l        | j ɥ³             | w³    |        |
¹ En la pronunciación actual, el fonema /ɲ/ se distingue cada vez menos de [nj]. 

² En algunos dialectos, la /ʁ/ puede ser reemplazada por /ʀ/ o /r/. Este fenómeno se denomina alofonía.

³ Estas dos aproximantes son labiales.

Vocales orales del francés estándar.
Las vocales no redondeadas se muestran a la izquierda de los puntos y las vocales redondeadas a la derecha. La muestra se realizó sobre un hablante que no distingue //a// de //ɑ//.

El inventario de alófonos vocálicos viene dado por:
|             | anterior  | central | posterior |
| ----------- | --------- | ------- | --------- |
| cerrada     | i y       |         | u         |
| semicerrada | e ø       |         | o         |
| media       |           | ə ¹     |           |
| semiabierta | ɛ ɛ̃ œ œ̃ ¹ |         | ɔ ɔ̃       |
| abierta     | a         |         | ɑ ɑ̃       |
¹ En la pronunciación actual, [ə] tiende a acercarse a [ø], y œ̃ tiende a aproximarse a ɛ̃.

### Pronunciación de combinaciones de vocales y consonantes
VOCALES
- « a, à » [a]
  - P. ex., « a, plat, dommage, chat, à, là, çà ».
- « â » [ɑ] («a» del inglés en «car, father» y «cot» en algunos dialectos)
  - P. ex., « âne, âcre, pâlatre, âge, pâte ».

- « ai, ay » [ɛ]
  - P. ex., « fait, mai, ray ».

- « au » [o] ; [ɔ] (en sílaba trabada)
  - P. ex., « haut, autaire, taut » ; « restaurant, restaurer, taur ».

- « an, am » [ɑ̃]
  - P. ex., « anglais, habitant, ambulance ».

- « ain, aim » [ã ~ ɐ̃]
  - P. ex., « pain, main, faim, haim ».

- « e, é » [e] (« é ») ; [ɛ] (en sílaba trabada) ; [ə ~ ∅] (en sílaba no trabada)
  - P. ex., « et,  préféré, pied, soulier, aimer » ; « autel, pierre, verbe » ; « retable, relâche, dessous, second, venir, je, se, de, le, fenêtre, devenu ».

- « ei, ey » [ɛ]
  - P. ex., « treize, Meys ».

- « eu » [ø] ; [œ] (en sílaba trabada)
  - P. ex., « deux, neutron, deutéré » ; « teurgoule, peur »

- « eau » [o]
  - P. ex., « eau, beau, seau, veaux ».

- « ê, è, ë » [ɛ]
  - P. ex., « être, tête, diète, règle, noël, paëlla ».

- « en, em » [ɑ̃]
  - P. ex., « en, ensemble, empaffer, emballer ».

- « ein, eim » [ã ~ ɐ̃]
  - P. ex., « geindre, peint, feins, heim, plein ».

- « i, î, ï » [i] ; [j]
  - P. ex., « dire, participe, île, pître, huître, naïf » ; « création, poïétique ».

- « in, ïn, im, ïm » [ã ~ ɐ̃]
  - P. ex., « vin, cinq, intranquille, intact, coïncider, impossible ».

- « ien, iem » [jã ~ jɐ̃]
  - P. ex., « ancien, bien, chien ».

- « o, ô » [ɔ] ; [o] (« ô »)
  - P. ex., « orbe, globe, corps, cordace, onomatopée» ; « atome, chose, prose, ô, arôme, hôpital ».

- « oi, oy » [wa]
  - P. ex., « mois, croir, voyage, noyer ».

- « ou, oû, où » [u] ; [w]
  - P. ex., « pour, tout, égout, couler » ; « touer, douer, trouer, oui ».

- « œ » [e] ; [œ] ; [ø]
  - P. ex., « œsophage, fœtus, œcuménique » ; « gœthite,  » ; « œdipe »

- « œi » [œ]
  - P. ex., « œil ».

- « œu » [œ] ; [ø]
  - P. ex., « bœuf, œuvre, sœur, œuf, mœuf » ; « vœu ».

- « on, om » [ɔ̃ ~ õ̞]
  - P. ex., « consomption ».

- « oin, oim » [wã ~ wɐ̃]
  - P. ex., « point, foin, coin, témoin, oint ».

- « u, û, ù, ü » [y] ; [ɥ]
  - P. ex., « usage, habitude, tu, fût, piqûre, mûre, dû » ; « muet, actuel, nuit, huit ».

- « un, um » [ãʷ ~ ɐ̃ʷ]
  - P. ex., « un ».

- « y » [i] ; [j ~ i̯]
  - P. ex., « système, tyran, synonyme » ; « mayonnaise, ay ! ».

- « yn, ym » [ã ~ ɐ̃]
  - P. ex., « synthèses, symbionte ».

- « yen, yem » [jã ~ jɐ̃]
  - P. ex., « moyen ».

CONSONANTES
- « ph » [f] (palabras de origen griego)
  - P. ex., « philosophie, alphabet, phonétique, phonème ».
- « th » [t̪] (palabras de origen griego) ; [s] (pronunciación del «th» inglés)
  - P. ex., « théâtre, thème, thrône, Athéna » ; « think tank ».
- « ch » [ʃ] ; [k] (palabras de origen griego, pero [ʃ] ante « e, è, é, ë, ê, i, î, ï, y »)
  - P. ex., « chien, chocolat, coucher » ; « chaos, chronomètre, chromosome », «schème, chimiothérapie, architecte ».
- « s » [s] ; [z] (intervocálico)
  - P. ex., « soupe, sépal, construire, stationner » ; « chose, cause, gracieuser, (V)s (V) (“ très important ”), heureuse ».
- « ss » [s]
  - P. ex., « passage, passer, messieurs, assembler ».
- « c » [k] ; [s] (ante « e, è, é, ë, ê, i, î, ï, y »)
  - P. ex., « combinaison, case, cunéiforme, coin, couleur » ; « pièce, morceau, ce, accès, importance, ciel ».
- « g » [g] ; [ʒ] (ante « e, è, é, ë, ê, i, î, ï, y »)
  - P. ex., « garer, wagon, augmentation, grand, gros, langue » ; « image, gyne, manger, gens, voyageur, pageot,  ».
- « gn » [ɲ] ; [n]
  - P. ex., « vigne, montagne, champagne, signifier, gnasse, gnocchi, gnacare » ; « gnome, gnomide ».
- « w » [v] ; [w]
  - P. ex., « wagon, wagnon » ; « web, wi-fi ».
- « -tion » [-sjɔ̃ ~ -sjõ̞] ; [-t̪jɔ̃ ~ -t̪jõ̞] (« -stion »)
  - P. ex., « perfection, convention, action » ; « combustion, bastion ».

- — [a] y [ɑ] cada vez se distinguen menos en favor de [a̠] o [a].
- — [e] y [ɛ] cada vez se distinguen menos en favor de [e̞]
- — [ø] y [œ] cada vez se distinguen menos en favor de [ø̞].
- — [ə] y [ø] cada vez se distinguen menos en favor de [ø̞].
- — [o] y [ɔ] cada vez se distinguen menos en favor de [o̞].
- — [ã ~ ɐ̃] y [ãʷ ~ ɐ̃ʷ] cada vez se distinguen menos en favor de [ã ~ ɐ̃].

### Escritura
El francés se escribe con el alfabeto latino. Utiliza cinco diacríticos: (acento agudo, acento circunflejo, acento grave, cedilla y diéresis), así como dos ligaduras (æ y œ).
La escritura tiene poco que ver con la pronunciación real aunque es fácil predecir la pronunciación a partir de la escritura, lo cual no es cierto a la inversa. Una de sus características es el uso de dos o tres letras para indicar un fonema. Muchas veces estos fonemas franceses reúnen el carácter de dos fonemas predominando uno de ellos, por ejemplo el dígrafo ou en el francés parisino suena prácticamente como una [u] española aunque mantiene casi átono algo del fonema [o]. En general, la forma escrita es más conservadora que la hablada. La pronunciación francesa es monótona, en el sentido de que todas las sílabas se acentúan con la misma intensidad, salvo los términos extranjeros asimilados que mantienen su acento original ( \ˈkɛ.nɪ.di\, \ˈhɪt.lɐ\, \ˌwɚk ˈaʊt\...). La frecuente poca correspondencia entre el francés escrito y el hablado es un fenómeno que se debe a los fuertes cambios fonéticos que se han presentado desde el período del francés antiguo, y que no se correspondieron con cambios en la escritura. Sin embargo, han ocurrido algunos cambios conscientes en la escritura para restaurar la ortografía latina:
- Francés antiguo doit > Francés doigt «dedo» (Latín digitum).
- Francés antiguo pie > Francés pied «pie» (Latín pedem).

A veces los impresores impusieron su propia grafía para evitar ambigüedad:
- Antes de la imprenta: uit, ocho.
- A partir de la imprenta: huit, ocho, evitaba la confusión con vit.

Es casi imposible predecir la escritura basándose únicamente en la pronunciación. Las consonantes finales, en particular s, x, z, t y d, suelen ser mudas; y n y m son perceptibles incluso al final de palabra porque nasalizan a la vocal que acompañan. En cambio, c, r, f, y l suelen pronunciarse incluso en posición final. Por ejemplo, las siguientes palabras terminan en consonante, pero en su pronunciación acaban en un sonido vocálico: nez, doigt, pied, aller, les, lit, beaux. Con la pérdida de la vocal final en la pronunciación el género llega a quedar marcado, paradójicamente, con el fonema «s» propio del plural.
Los diacríticos tienen un significado fonético, semántico y etimológico.
- Acento grave (à, è, ù): Sobre la a o la u, únicamente distingue los homófonos entre sí: à («a», «hacia») contra a («tiene», «ha»), ou («o») contra où («dónde» o «donde»). Sobre una e, indica el sonido /ε/.
- Acento agudo (é): Solo aparece sobre la e, indicando el sonido /e/. Además, suele indicar la omisión histórica de una consonante que seguía a la e (normalmente una s): écouter < escouter.
- Acento circunflejo (â, ê, î, ô, û): Sobre la e, indica el sonido /ε/. También puede indicar la omisión histórica de una letra adyacente (normalmente una s): château < castel, fête < feste, sûr < seur, dîner < disner, âge < aage. Por extensión, también puede marcar la diferencia entre homófonos: du («del») contra dû («debido», participio pasado de devoir, «deber»).
- Diéresis o tréma (ë, ï, ü, ÿ): Indica que una vocal que normalmente formaría diptongo no lo forma: naïf/naïve (ingenuo/a), Noël («Navidad»). La diéresis en la y (ÿ) solo se presenta en algunos nombres propios (como l'Haÿ-les-Roses) y en francés antiguo.
- Cedilla (ç): Indica que la c se pronuncia /s/ donde, de no llevarla, se pronunciaría /k/.

La ligadura œ («cœur») es una contracción obligatoria de oe, y cambia la pronunciación (como entre coefficient y sœur).
La ligadura æ también es una contracción obligatoria, pero es más rara. Se utiliza solamente en palabras latinas (como «curriculum vitæ») o en nombres propios (como «Lætitia»).
Se ha proyectado reformar la ortografía.

### Gramática

#### El sustantivo
El sustantivo (en francés: nom substantif), al igual que en español, se ve afectado por el género y el número. Se distinguen dos géneros en el francés: el masculino (rat, «rata»; homme, «hombre»; ours, «oso»), y el femenino (voiture, «automóvil»; actrice, «actriz»; baleine, «ballena»).
El plural se forma, generalmente, añadiendo una s al final de la palabra (crayon → crayons; fleur → fleurs). Sin embargo, existen algunos casos especiales en los que el plural sigue otras pautas:
- Si la palabra termina en -s, -x o -z, el plural queda exactamente igual: la croix /la kʁwa/ → les croix /le kʁwa/; le français /lə fʁɑ̃.sɛ/ → les français /le fʁɑ̃.sɛ/; le nez /lə ne/ → les nez /le ne/.
- Si la palabra termina en -au, -eau o -eu, el plural toma una x: étau → étaux; enjeu → enjeux; oiseau → oiseaux. Existen las siguientes excepciones: bleu → bleus; pneu → pneus; landau → landaus.
- Si la palabra termina en -al, el plural se forma con el sufijo -aux: journal → journaux; animal → animaux.
- Existen siete sustantivos terminados en -ou que hacen el plural en -x: bijou → bijoux; caillou → cailloux; chou → choux; genou → genoux; hibou → hiboux; joujou → joujoux; pou → poux.
- Existen siete sustantivos acabados en -ail que hacen el plural en -aux: bail → baux; corail → coraux; émail → émaux; soupirail → soupiraux; travail → travaux; vantail → vantaux; vitrail → vitraux.

#### El pronombre
Varía en número (singular o plural) y en género (masculino o femenino). No tienen significado propio y dependen del contexto. Al igual que en otras lenguas, su función sintáctica es sustituir al sustantivo. Puede ser tónico, acompañando siempre al verbo; o átono, necesario cuando no se acompaña al verbo.
Ejemplo de pronombre tónico:
- Tu vas être enceinte. (Vas a estar embarazada).
- Il sera à la campagne dans deux jours. (Estará en el campo en dos días).

Ejemplo de pronombre átono:
- Qui appelles-tu ? Lui. (¿A quién llamas? A él).
- Moi, je préfère les choses simples. (Yo prefiero las cosas simples).

Pronombres tónicos:
- Je. (Yo).
- Tu. (Tú/vos).
- Il/elle. (Él/ella).
- Nous. (Nosotros).
- Vous. (Vosotros/ustedes/usted).
- Ils/elles. (Ellos/ellas).

Pronombres átonos:
- Moi. (Yo).
- Toi. (Tú/vos).
- Lui/elle. (Él/ella).
- Nous. (Nosotros).
- Vous. (Vosotros/ustedes/usted).
- Eux/elles. (Ellos/ellas).

Estos últimos funcionan como objeto directo u objeto indirecto y los primeros (tónicos) siempre acompañan al verbo en francés, es obligatorio. Si no, se utiliza el átono.

#### El verbo
Varía en número (singular o plural), tiempo (presente, futuro, pretérito imperfecto, pretérito perfecto compuesto, pretérito indefinido o pretérito perfecto simple, usado sobre todo en literatura; pretérito anterior, pretérito pluscuamperfecto y una fórmula francesa llamada "le surcomposé"), en modo (indicativo, subjuntivo, imperativo) y voz (activa y pasiva). Designan acciones o estados. Al igual que el español, el verbo francés tiene desinencias para cada tiempo, existiendo algunos verbos irregulares como son: aller (je vais), venir (il vient), être (nous sommes), avoir (vous avez).

#### La negación
Para la negación se utiliza la siguiente fórmula:
- Pronombre + "NE" + verbo (conjugado o en presente) + "PAS" + Resto del predicado. Ejemplo:
  - Je + ne + parle + pas + français.
  - Je (pronombre) + ne + parle (verbo) + pas + français (resto del predicado).
  - Je ne parle pas français. (Yo no hablo francés).

- Pronombre + "NE" + verbo (conjugado o en presente) + "jamais, guère, point, rien..." (siendo eliminada la segunda parte de la negación "pas"). Ejemplo:
  - Je ne nage jamais. (Nunca nado).
  - Je ne sais rien. (No sé nada).

- ne pas + verbo (en infinitivo). Ejemplo:
  - ne pas fumer. (No fumar).

### Vocabulario
- ¡Hola!: Salut /sa.ly/ (informal), Bonjour /bɔ̃.ʒuʁ/ (formal).
- Adiós: Adieu /a.djø/, Au revoir /o.ʁə.vwaʁ/ (hasta la vista).
- ¿Cómo te llamas?: Comment t'appelles-tu ? /kɔ.mɑ̃.t‿a.pɛl.ty/
- ¿Cómo estás?: Comment ça va ? /kɔ.mɑ̃.sa.va/ (informal), Comment allez-vous ? /kɔ.mɑ̃.t‿a.le.vu/
- ¿Cuántos años tienes?: Quel âge as-tu ? /kɛ.la.ʒa.ty/ o Tu as quel âge ? /ty.a.kɛ.laʒ/
- Tengo... años: J'ai... ans. /ʒe... ɑ̃/
- Francés, francesa: Français, française. /fʁɑ̃.sɛ/, /fʁɑ̃.sɛz/
- Español, española: Espagnol, espagnole. /ɛs.pa.ɲɔl/, /ɛs.pa.ɲɔl/
- Mexicano, mexicana: Mexicain, mexicaine. /mɛk.si.kɛ̃/, /mɛk.si.kɛn/
- ¿Habla Vd. español, inglés, alemán, italiano?: Parlez-vous espagnol/anglais/allemand/italien ? /paʁ.le.vu.ɛs.pa.ɲɔl, ɑ̃.ɡlɛ, al.mɑ̃, i.ta.ljɛ̃/
- ¿Qué es esto?: Qu'est-ce que c'est ? /kɛs.kə.sɛ/
- Es...: C'est... /sɛ.../

#### Números
El sistema de contar francés es parcialmente vigesimal: el veinte (vingt) se usa como un número base en los nombres de los números del 60 al 99. La palabra francesa para ochenta, por ejemplo, es quatre-vingts, la cual literalmente significa «cuatro veintes», y soixante-quinze (literalmente «sesenta-quince») significa 75. Esta reforma surgió después de la Revolución francesa para unificar los diferentes sistemas de numeración (la mayoría vigesimal cerca de la costa, a causa de las influencias vikinga y celta, esta última a través del bretón). Este sistema es comparable al uso de score en inglés arcaico, como en fourscore and seven (87), o threescore and ten (70).
El francés de Bélgica, el francés de Suiza y el francés de las antiguas colonias belgas, República Democrática del Congo, Ruanda y Burundi son diferentes en cuanto a esto. En estos países 70 y 90 son septante y nonante. En Suiza, dependiendo del dialecto local, 80 puede ser quatre-vingts (Ginebra, Neuchâtel, Jura) o huitante (Vaud, Valais, Friburgo). Octante ha sido usado en Suiza en el pasado, pero ahora está considerado arcaico. En Bélgica, sin embargo, quatre-vingts se usa universalmente.
También debe mencionarse que el francés usa un espacio, o un punto, para separar los millares, menos en Suiza donde se separan así: 20'000 (veinte mil). La coma se usa en los números franceses como un punto decimal: 2,5 = deux virgule cinq. Los números cardinales en francés del 1 al 20 son como sigue:
- Uno: un. /œ̃/
- Dos: deux. /dø/
- Tres: trois. /tʁwa/
- Cuatro: quatre. /katʁ/
- Cinco: cinq. /sɛ̃k/
- Seis: six. /sis/
- Siete: sept. /sɛt/
- Ocho: huit. /ʔɥit/
- Nueve: neuf. /nœf/
- Diez: dix. /dis/
- Once: onze. /ɔ̃z/
- Doce: douze. /duz/
- Trece: treize. /tʁɛz/
- Catorce: quatorze. /katɔʁz/
- Quince: quinze. /kɛ̃z/
- Dieciséis: seize. /sɛz/
- Diecisiete: dix-sept. /dis.sɛt/
- Dieciocho: dix-huit. /di.z‿ɥit/
- Diecinueve: dix-neuf. /diz.nœf/
- Veinte: vingt. /vɛ̃/
- Veintiuno: vingt-et-un. /vɛ̃.t‿e œ̃/
- Veintidós: vingt-deux. /vɛ̃t.dø/
- Veintitrés: vingt-trois. /vɛ̃t.tʁwa/
- Treinta: trente. /tʁɑ̃t/
- Cuarenta: quarante. /ka.ʁɑ̃t/
- Cincuenta: cinquante. /sɛ̃.kɑ̃t/
- Sesenta: soixante. /swa.sɑ̃t/
- Setenta: soixante-dix. / septante
- Ochenta: quatre-vingts. / huitante
- Noventa: quatre-vingt-dix. / nonante
- Cien: cent.
- Mil: mille.
- Millón: million.
- Millardo: milliard.
- Billón: billion.

## Préstamos lingüísticos en español
Existen muchos préstamos lingüísticos del francés que han entrado a formar parte del español. Se trata de galicismos como argot, beis, bricolaje, bulevar, cabaré, capó, carné, chalé, chef, chófer, chovinismo, cofre, complot, cruasán, debut, dosier, élite, garaje, hotel, jamón, menú, pana, pantalón, peluche, popurrí, sabotaje, vedete, etc.